# Tipula hamata
Tipula hamata är en tvåvingeart som beskrevs av Evgenyi Nikolayevich Savchenko 1953. Tipula hamata ingår i släktet Tipula och familjen storharkrankar. Inga underarter finns listade i Catalogue of Life.